# Glycosmis puberula
Glycosmis puberula là một loài thực vật có hoa trong họ Cửu lý hương. Loài này được Lindl. ex Oliv. mô tả khoa học đầu tiên năm 1861.